# Championnat d'Algérie de football de deuxième division 2018-2019
Navigation
Ligue 2
2017-2018 Ligue 2
2019-2020
La saison 2018-2019 de Ligue 2 est la cinquante-sixième édition du Championnat d'Algérie de football D2. Deuxième niveau du football algérien, le championnat oppose seize clubs en une série de trente rencontres jouées durant la saison de football.

## Équipes participantes
| Club           | Depuis | Budget en M€ | Classement 2017-2018   | Entraîneur                                  | Stade                          | Pelouse     | Capacité théorique |
| -------------- | ------ | ------------ | ---------------------- | ------------------------------------------- | ------------------------------ | ----------- | ------------------ |
| USM Blida      | 2018   | 2            | 16e (Ligue 2)          | Abdelkrim Latrèche (19 sep.) Khaled Lounici | Stade des Frères Brakni        | Synthétique | 6 000              |
| USM El Harrach | 2018   | 0.5          | 15e (Ligue 2)          | Salem Laoufi                                | Stade du 1er novembre 1954     | Synthétique | 6 000              |
| US Biskra      | 2018   | 2            | 14e (Ligue 2)          | Azzeddine Hadjouri                          | Stade du 18 février            | Naturelle   | 24 000             |
| JSM Béjaïa     | 2014   | 3            | 4e                     | Mustapha Biskri                             | Stade de l'Unité maghrébine    | Synthétique | 17 500             |
| ASO Chlef      | 2015   | 2            | 5e                     | Samir Zaoui                                 | Stade Mohamed-Boumezrag        | Synthétique | 18 000             |
| JSM Skikda     | 2015   | 1            | 6e                     | Lamine Boughrarra Mohamed Ben Chouia        | Stade du 20-Août-1955 (Skikda) | Synthétique | 30 000             |
| ASM Oran       | 2016   | 1            | 7e                     | Abdelghani Belhadj                          | Stade Ahmed Zabana             | Synthétique | 40 000             |
| MC Saïda       | 2012   | 0.5          | 8e                     | Djilali Ayoub                               | Stade du 13-Avril-1958         | Synthétique | 25 000             |
| RC Relizane    | 2017   | 2            | 9e                     | Cherif Hadjar                               | Stade Tahar-Zoughari           | Synthétique | 30 000             |
| Amel Bou Saâda | 2013   | 1            | 10e                    | Mohamed Bacha                               | Stade Mokhtar-Abdellatif       | Synthétique | 5 000              |
| RC Kouba       | 2017   | 1            | 11e                    | Mounir Zeghdoud                             | Stade Mohamed Benhaddad        | Synthétique | 7 000              |
| WA Tlemcen     | 2017   | 3            | 12e                    | Fouad Bouali                                | Complexe sportif Akid Lotfi    | Synthétique | 20 000             |
| MC El Eulma    | 2015   | 3            | 13e                    | Khaled Lounici Ouajdi Sid                   | Stade Messaoud-Zougar          | Synthétique | 25 000             |
| NC Magra       | 2018   | 1            | 1er DNA(Groupe Centre) | Amine Ghimouze (13 sep.) Abdelaziz Abbès    | Stade du 8 mai 1945            | Synthétique | 17 500             |
| ES Mostaganem  | 2018   | 1            | 1er DNA(Groupe Ouest)  | Assas Mokhtar                               | Stade Mohamed Bensaïd          | Synthétique | 20 000             |
| USM Annaba     | 2018   | 4            | 1er DNA(Groupe Est)    | Kamel Mouassa                               | Stade du 19 mai 1956           | Naturelle   | 56 000             |

## Résultats et classement

### Matchs
Source : Résultats sur le site de la LFP.
| Résultats (▼dom., ►ext.)                                   | ABS | ASMO | ASO | ESM | JSMB | JSMS | MCEE | MCS | NCM | RCK | RCR | USB | USMB | USMAn | USMH | WAT |
| Amel Bou Saâda                                             |     | 2-0  | 0-0 | 0-0 | 0-0  | 1-0  | 2-1  | 1-0 | 0-3 | 5-0 | 1-0 | 2-0 | 1-0  | 1-1   | 2-1  | 0-1 |
| ASM Oran                                                   | 5-4 |      | 1-0 | 5-1 | 1-2  | 2-2  | 2-1  | 0-0 | 3-0 | 2-2 | 2-0 | 0-0 | 4-1  | 2-0   | 0-0  | 3-3 |
| ASO Chlef                                                  | 2-2 | 2-1  |     | 2-2 | 1-1  | 2-0  | 1-0  | 1-0 | 1-0 | 4-0 | 2-1 | 0-0 | 1-0  | 1-0   | 1-1  | 1-1 |
| ES Mostaganem                                              | 2-1 | 2-0  | 0-1 |     | 1-0  | 0-1  | 2-0  | 1-1 | 1-1 | 1-1 | 2-2 | 2-2 | 2-0  | 0-0   | 1-0  | 1-2 |
| JSM Béjaïa                                                 | 3-2 | 1-1  | 0-2 | 1-1 |      | 1-0  | 0-0  | 3-2 | 2-1 | 0-0 | 1-0 | 2-2 | 3-0  | 1-0   | 0-1  | 4-0 |
| JSM Skikda                                                 | 1-1 | 0-0  | 0-0 | 0-1 | 2-0  |      | 2-1  | 1-0 | 1-2 | 1-0 | 1-0 | 0-0 | 2-0  | 2-1   | 0-0  | 2-0 |
| MC El Eulma                                                | 1-0 | 0-0  | 2-1 | 1-2 | 2-1  | 2-0  |      | 2-0 | 0-0 | 1-0 | 2-1 | 2-3 | 1-2  | 1-0   | 1-2  | 2-0 |
| MC Saïda                                                   | 1-0 | 1-0  | 1-1 | 3-1 | 2-1  | 1-0  | 0-0  |     | 1-1 | 1-1 | 0-1 | 2-0 | 1-0  | 2-1   | 2-2  | 0-0 |
| NC Magra                                                   | 0-2 | 2-0  | 2-1 | 2-1 | 2-1  | 2-1  | 0-0  | 1-1 |     | 1-0 | 1-0 | 3-1 | 1-0  | 1-0   | 2-2  | 1-0 |
| RC Kouba                                                   | 0-0 | 0-0  | 3-1 | 1-1 | 1-2  | 1-0  | 1-1  | 0-0 | 0-1 |     | 0-0 | 0-0 | 1-1  | 1-0   | 0-0  | 1-2 |
| RC Relizane                                                | 3-0 | 1-0  | 1-0 | 1-0 | 1-0  | 1-0  | 0-0  | 3-1 | 1-1 | 2-0 |     | 2-0 | 1-0  | 2-0   | 1-0  | 1-0 |
| US Biskra                                                  | 1-0 | 3-2  | 1-0 | 3-1 | 1-0  | 3-1  | 1-0  | 1-1 | 3-1 | 1-0 | 1-0 |     | 4-1  | 0-1   | 2-1  | 2-1 |
| USM Blida                                                  | 0-0 | 1-0  | 1-2 | 1-0 | 1-1  | 1-2  | 0-1  | 1-1 | 0-2 | 1-1 | 0-1 | 1-3 |      | 0-0   | 1-1  | 0-0 |
| USM Annaba                                                 | 2-1 | 1-0  | 0-1 | 1-0 | 2-0  | 0-0  | 1-0  | 1-0 | 0-1 | 2-1 | 1-0 | 1-0 | 1-0  |       | 0-0  | 0-1 |
| USM El Harrach                                             | 0-0 | 0-0  | 0-0 | 0-0 | 2-0  | 0-0  | 0-2  | 2-1 | 1-1 | 0-2 | 1-0 | 1-0 | 3-0  | 1-1   |      | 0-2 |
| WA Tlemcen                                                 | 3-1 | 2-1  | 2-3 | 4-0 | 1-0  | 2-0  | 2-2  | 3-0 | 1-1 | 2-0 | 0-0 | 0-1 | 3-1  | 2-1   | 2-0  |     |
| - Victoire à domicile - Match nul - Victoire à l'extérieur |     |      |     |     |      |      |      |     |     |     |     |     |      |       |      |     |

### Calendrier
Calendrier publié le 2018

### Classement
Source : Classement officiel sur le site de la LFP.
1. | Rang | Équipe           | Pts | J  | G  | N  | P  | Bp | Bc | Diff |
| ---- | ---------------- | --- | -- | -- | -- | -- | -- | -- | ---- |
| 1    | US Biskra R      | 55  | 30 | 16 | 7  | 7  | 39 | 27 | +12  |
| 2    | NC Magra -4 P    | 53  | 30 | 16 | 9  | 5  | 36 | 25 | +11  |
| 3    | ASO Chlef        | 52  | 30 | 14 | 10 | 6  | 35 | 23 | +12  |
| 4    | WA Tlemcen       | 52  | 30 | 15 | 7  | 8  | 42 | 29 | +13  |
| 5    | RC Relizane      | 50  | 30 | 15 | 5  | 10 | 27 | 17 | +10  |
| 6    | MC El Eulma      | 41  | 30 | 11 | 8  | 11 | 29 | 26 | +3   |
| 7    | A Bou-Saâda      | 39  | 30 | 10 | 9  | 11 | 32 | 31 | +1   |
| 8    | USM Annaba P     | 39  | 30 | 11 | 6  | 13 | 19 | 22 | -3   |
| 9    | JSM Béjaïa       | 38  | 30 | 10 | 8  | 12 | 31 | 32 | -1   |
| 10   | JSM Skikda       | 38  | 30 | 10 | 8  | 12 | 22 | 25 | -3   |
| 11   | USM El Harrach R | 36  | 30 | 7  | 15 | 8  | 22 | 24 | -2   |
| 12   | MC Saïda         | 36  | 30 | 8  | 12 | 10 | 26 | 30 | -4   |
| 13   | ASM Oran         | 35  | 30 | 8  | 11 | 11 | 37 | 34 | +3   |
| 14   | ES Mostaganem P  | 35  | 30 | 8  | 11 | 10 | 29 | 37 | -8   |
| 15   | RC Kouba         | 26  | 30 | 4  | 14 | 12 | 18 | 33 | -15  |
| 16   | USM Blida R      | 17  | 30 | 3  | 8  | 19 | 15 | 44 | -29  |

Promotions et relégations
- Montée en Ligue 1 2019-2020
- Maintenue en Ligue 2 2019-2020
- Relégation en DNA D3 2019-2020

Abréviations
R : Relégué de Ligue 1 2017-2018

P : Promus de DNA D3 2017-2018
1. ↑  ASO Chlef est devant WA Tlemcen en vertu des points en confrontations directes (4pts pour ASO Chlef face 1pts pour WA Tlemcen).

1. Le championnat se déroule en deux phases en Aller et Retour. Il est attribué :
- Trois (03) points pour un match gagné ;
- Un (01) point pour un match nul ;
- Zéro (00) point pour un match perdu sur terrain ou par pénalité.

2. Le club qui a obtenu le plus grand nombre de points est déclaré champion.
3. En cas d'égalité de points entre deux équipes ou plus, au terme du classement final, les équipes seront départagées, selon l’ordre des critères suivants :
- Le plus grand nombre de points obtenus par une équipe lors des matchs joués entre les équipes en question ;
- La meilleure différence de buts obtenue par une équipe lors des matchs joués entre les équipes en question ;
- La meilleure différence de buts obtenue par une équipe sur l’ensemble des matchs joués par les équipes en question lors de la phase aller ;
- Le plus grand nombre de buts marqués par une équipe sur l’ensemble des matchs joués par les équipes en question lors de la phase aller ;
- Le plus grand nombre de buts marqué par une équipe sur l’ensemble des matches joués à l’extérieur par les équipes en question lors de la phase aller ;
- En cas d’égalité concernant tous les critères ci-dessus, un match d’appui est organisé par la LFP sur terrain neutre avec prolongation et le cas échéant tirs au but.

Tiré du l'article 81 du Règlement des Championnats de Football Professionnel de la Fédération Algérienne de Football.

### Domicile et extérieur
| Rang | Équipe         | Pts | J  | G  | N | P | Bp | Bc | Diff |
| ---- | -------------- | --- | -- | -- | - | - | -- | -- | ---- |
| 1    | RC Relizane    | 41  | 15 | 13 | 2 | 0 | 21 | 2  | +19  |
| 2    | US Biskra      | 40  | 15 | 13 | 1 | 1 | 27 | 10 | +17  |
| 3    | NC Magra       | 36  | 15 | 11 | 3 | 1 | 21 | 10 | +11  |
| 4    | WA Tlemcen     | 33  | 15 | 10 | 3 | 2 | 29 | 11 | +18  |
| 5    | ASO Chlef      | 33  | 15 | 9  | 6 | 0 | 22 | 9  | +13  |
| 6    | USM Annaba     | 32  | 15 | 10 | 2 | 3 | 13 | 5  | +8   |
| 7    | A Bou-Saâda    | 31  | 15 | 9  | 4 | 2 | 18 | 7  | +11  |
| 8    | ASM Oran       | 30  | 15 | 8  | 6 | 1 | 32 | 16 | +16  |
| 9    | MC Saïda       | 30  | 15 | 8  | 6 | 1 | 18 | 9  | +9   |
| 10   | JSM Béjaïa     | 29  | 15 | 8  | 5 | 2 | 22 | 12 | +10  |
| 11   | JSM Skikda     | 29  | 15 | 8  | 5 | 2 | 15 | 6  | +9   |
| 12   | MC El Eulma    | 29  | 15 | 9  | 2 | 4 | 20 | 12 | +8   |
| 13   | ES Mostaganem  | 24  | 15 | 6  | 6 | 3 | 18 | 12 | +6   |
| 14   | USM El Harrach | 22  | 15 | 5  | 7 | 3 | 11 | 9  | +2   |
| 15   | RC Kouba       | 18  | 15 | 3  | 9 | 3 | 10 | 9  | +1   |
| 16   | USM Blida      | 13  | 15 | 2  | 7 | 6 | 9  | 14 | -5   |

| Rang | Équipe         | Pts | J  | G | N | P  | Bp | Bc | Diff |
| ---- | -------------- | --- | -- | - | - | -- | -- | -- | ---- |
| 1    | NC Magra       | 21  | 15 | 5 | 6 | 4  | 16 | 15 | +1   |
| 2    | ASO Chlef      | 19  | 15 | 5 | 4 | 6  | 13 | 14 | -1   |
| 3    | WA Tlemcen     | 19  | 15 | 5 | 4 | 6  | 13 | 18 | -5   |
| 4    | US Biskra      | 15  | 15 | 3 | 6 | 6  | 12 | 18 | -6   |
| 5    | USM El Harrach | 14  | 15 | 2 | 8 | 5  | 11 | 15 | -4   |
| 6    | MC El Eulma    | 12  | 15 | 2 | 6 | 7  | 9  | 14 | -5   |
| 7    | ES Mostaganem  | 11  | 15 | 2 | 5 | 8  | 11 | 25 | -14  |
| 8    | RC Relizane    | 9   | 15 | 2 | 3 | 10 | 6  | 15 | -9   |
| 9    | JSM Béjaïa     | 9   | 15 | 2 | 3 | 10 | 9  | 19 | -10  |
| 10   | JSM Skikda     | 9   | 15 | 2 | 3 | 10 | 7  | 19 | -12  |
| 11   | A Bou-Saâda    | 8   | 15 | 1 | 5 | 9  | 14 | 24 | -10  |
| 12   | RC Kouba       | 8   | 15 | 1 | 5 | 9  | 8  | 23 | -15  |
| 13   | USM Annaba     | 7   | 15 | 1 | 4 | 10 | 6  | 17 | -11  |
| 14   | MC Saïda       | 6   | 15 | 0 | 6 | 9  | 8  | 21 | -13  |
| 15   | ASM Oran       | 5   | 15 | 0 | 5 | 10 | 5  | 18 | -13  |
| 16   | USM Blida      | 4   | 15 | 1 | 1 | 13 | 6  | 30 | -24  |

### Évolution du classement
Le tableau suivant récapitule le classement au terme de chacune des journées définies par le calendrier officiel, les matchs joués en retard sont pris en compte la journée suivante.
| Journées → | 1  | 2  | 3  | 4  | 5  | 6  | 7  | 8  | 9  | 10 | 11 | 12 | 13 | 14 | 15 | 16 | 17 | 18 | 19 | 20 | 21 | 22 | 23 | 24 | 25 | 26 | 27 | 28 | 29 | 30 |    | Journées promouvable | Journées relégable |
| ---------- | -- | -- | -- | -- | -- | -- | -- | -- | -- | -- | -- | -- | -- | -- | -- | -- | -- | -- | -- | -- | -- | -- | -- | -- | -- | -- | -- | -- | -- | -- | -- | -------------------- | ------------------ |
| ABS        | 1  | 1  | 3  | 4  | 4  | 5  | 7  | 5  | 7  | 7  | 10 |    | 9  | 7  |    |    |    |    |    |    |    | 8  |    |    |    |    |    |    |    |    | 3  | 0                    |                    |
| ASMO       | 12 | 6  | 6  | 9  | 9  | 9  | 12 | 10 | 12 | 12 | 13 | 13 | 13 | 13 |    |    |    |    | 14 | 14 | 14 | 14 |    |    |    |    |    |    |    |    | 0  | 2                    |                    |
| ASO        | 2  | 2  | 1  | 1  | 1  | 2  | 1  | 1  | 1  | 1  | 1  | 1  | 2  | 1  |    |    |    |    |    |    |    | 3  |    |    |    |    |    |    |    |    | 11 | 0                    |                    |
| ESM        | 5  | 3  | 4  | 2  | 3  | 4  | 3  | 4  | 6  | 6  | 7  | 7  | 6  | 6  |    |    |    |    |    |    |    | 11 |    |    |    |    |    |    |    |    | 4  | 0                    |                    |
| JSMB       | 4  | 9  | 7  | 10 | 11 | 11 | 13 | 12 | 11 | 8  | 11 |    | 11 | 9  |    |    |    |    |    |    |    | 7  |    |    |    |    |    |    |    |    | 0  | 0                    |                    |
| JSMS       | 15 | 16 | 12 | 14 | 14 | 13 | 11 | 13 | 13 | 13 | 12 | 12 | 12 | 12 |    |    |    |    | 11 | 11 |    | 10 |    |    |    |    |    |    |    |    | 0  | 4                    |                    |
| MCEE       | 11 | 4  | 2  | 5  | 5  | 6  | 5  | 6  | 3  | 4  | 3  |    | 3  | 3  |    |    |    |    |    |    |    | 5  |    |    |    |    |    |    |    |    | 3  | 0                    |                    |
| MCS        | 10 | 13 | 13 | 12 | 10 | 10 | 6  | 8  | 10 | 10 | 6  |    | 10 | 10 |    |    |    |    |    |    |    | 12 |    |    |    |    |    |    |    |    | 0  | 0                    |                    |
| NCM        | 7  | 12 | 10 | 11 | 12 | 12 | 10 | 9  | 5  | 9  | 5  |    | 5  | 5  |    |    |    |    | 1  | 1  | 1  | 1  |    |    |    |    |    |    |    |    | 0  | 0                    |                    |
| RCK        | 16 | 15 | 16 | 15 | 15 | 15 | 15 | 14 | 14 | 14 | 14 | 14 | 15 | 15 | 15 | 15 | 15 | 15 | 15 | 15 | 15 | 15 | 15 |    |    |    |    |    |    |    | 0  | 23                   |                    |
| RCR        | 14 | 7  | 11 | 8  | 7  | 7  | 9  | 11 | 8  | 8  |    |    | 7  | 8  |    |    |    |    |    |    |    | 6  |    |    |    |    |    |    |    |    | 0  | 1                    |                    |
| USB        | 13 | 11 | 8  | 6  | 6  | 3  | 4  | 3  | 4  | 2  | 4  | 3  | 4  | 4  |    |    |    |    |    |    |    | 4  |    |    |    |    |    |    |    |    | 3  | 0                    |                    |
| USMB       | 9  | 14 | 14 | 13 | 13 | 14 | 14 | 16 | 16 | 16 | 16 | 16 | 16 | 16 | 16 | 16 | 16 | 16 | 16 | 16 | 16 | 16 | 16 | 16 | 16 | 16 |    |    |    |    | 0  | 23                   |                    |
| USMAn      | 3  | 8  | 9  | 7  | 8  | 8  | 8  | 7  | 9  | 5  | 9  |    | 8  | 11 |    |    |    |    |    |    |    | 9  |    |    |    |    |    |    |    |    | 1  | 0                    |                    |
| USMH       | 6  | 10 | 15 | 16 | 16 | 16 | 16 | 15 | 15 | 15 | 15 | 15 | 14 | 14 |    |    |    |    |    |    |    | 13 |    |    |    |    |    |    |    |    | 0  | 9                    |                    |
| WAT        | 8  | 5  | 5  | 3  | 2  | 1  | 2  | 2  | 2  | 3  | 2  | 2  | 1  | 2  |    |    |    |    |    |    |    | 2  |    |    |    |    |    |    |    |    | 8  | 0                    |                    |

En gras et italique, équipes comptant un match en retard.

### Buts marqués par journée
Ce graphique représente le nombre de buts marqués lors de chaque journée.

## Meilleurs buteurs
| Rang | Joueur              | Club                       | Buts |
| ---- | ------------------- | -------------------------- | ---- |
| 1    | Ibrahim Benachour   | US Biskra                  | 13   |
| 2    | Ahmed Messadia      | US Biskra                  | 10   |
| 3    | Cheikh Hamidi       | MC Saïda                   | 8    |
| 3    | Walid Belhamri      | WA Tlemcen                 | 8    |
| 5    | Rafik Boulaïnseur   | NC Magra                   | 7    |
| 5    | Fawzi Benhamla      | ASO Chlef                  | 7    |
| 5    | Ayache Ziouache     | NC Magra                   | 7    |
| 5    | Ismail Saadi        | WA Tlemcen                 | 7    |
| 5    | Billel Messaoudi    | WA Tlemcen                 | 7    |
| 10   | Hichem Benmeghit    | ES Mostaganem              | 6    |
| 10   | Ayoub Mohamed Farhi | ASM Oran                   | 6    |
| 10   | Abdelhalim Nezouani | NC Magra                   | 6    |
| 10   | Lahouari Touil      | A Bou Saâda                | 6    |
| 10   | Hicham Khalfallah   | ASM Oran                   | 6    |
| 10   | Badreddine Bahi     | JSM Bejaia, USM El Harrach | 6    |

## Bilan de la saison
- Meilleure attaque : (42 buts inscrits)
  - WA Tlemcen
- Meilleure défense :  (17 but encaissé)
  - RC Relizane
- Premier but de la saison :
- Dernier but de la saison :
- Premier but contre son camp :
- Premier penalty :
- Premier but sur coup franc direct :
- Premier doublé :
- Premier triplé :  Salim Djabali   51e   57e   78e pour l'Amel Bou Saâda contre le RC kouba (5-0) le 10 août 2018.
- Premier carton rouge :
- But le plus rapide d'une rencontre :
- But le plus tardif d'une rencontre :
- Plus jeune buteur de la saison :
- Plus vieux buteur de la saison :
- Meilleure possession du ballon :
- Journée de championnat la plus riche en buts :  2e journée (16 buts)
- Journée de championnat la plus pauvre en buts : 1er journée et 3e journée (13 buts)
- Nombre de buts inscrits durant la saison : 0 but, soit une moyenne de 0 bus par match
- Résultat le plus souvent rencontré durant la saison :  (0 match, soit 0 % des résultats)
- Plus grand nombre de buts dans une rencontre : 5 buts
- Plus large victoire à domicile : 5 buts d'écart
- Plus large victoire à l'extérieur : 0 but d'écart
- Plus grand nombre de buts en une mi-temps : 0 but
- Plus grand nombre de buts dans une rencontre pour un joueur : 0 but
- Doublé le plus rapide : 7 minutes
  -  Salim Djabali   51e   57e pour l'Amel Bou Saâda contre le RC kouba (5-0) le 10 août 2018.
- Les triplés de la saison : 27 minutes
  -  Salim Djabali   51e   57e   78e pour l'Amel Bou Saâda contre le RC kouba (5-0) le 10 août 2018.
- Plus grand nombre de spectateurs dans une rencontre :
- Plus petit nombre de spectateurs dans une rencontre :
- Plus grande série de victoires :
- Plus grande série de défaites :
- Plus grande série de matchs sans défaite :
- Plus grande série de matchs sans victoire :
- Champion d'automne : ASO Chlef
- Champion : US Biskra